# Laurentius Nicolai Särling
Laurentius Nicolai Särling, född omkring 1655 i Asby församling, Östergötlands län, död 26 mars 1707 i Mogata församling, Östergötlands län, var en svensk präst.

## Biografi
Särling föddes omkring 1655 i Asby församling. Han blev 1682 student vid Lunds universitet och 21 mars 1688 kollega vid Norrköpings trivialskola. Särling prästvigdes 7 april 1688 och blev 20 maj 1696 kyrkoherde i Mogata församling. Han avled 1707 i Mogata församling.

### Familj
Särling gifte sig första gången 12 oktober 1688 med Maria Rydelius (död 1694). Hon var dotter till kyrkoherde Petrus Rydelius och Maria i Östra Ryds församling. De fick tillsammans sonen Johan Särling (1690–1718).
Särling gifte sig andra gången 5 november 1695 med Elisabeth Maria Bergh (1657–1728). Hon var dotter till kaptenen Jon Bergh och Dorothea Schmidt. Elisabeth Maria Bergh var änka efter kanslisten Per Norberg i Kammarkollegium och komministern J. Cirraeus i Östra Husby församling. Särling och Bergh fick tillsammans barnen Samuel Särling (1696–1698), Jacob Särling (1698–1698), Eva Dorothea Särling (1699–1703) och Samuel Särling (1705–1707). Efter Särlings död gifte sig Elisabeth Maria Bergh med kyrkoherden Carolus Spaak i Mogata församling.